# Moon Tae-il
Moon Tae-il, noto anche con lo pseudonimo di Taeil (문태일?; Seul, 14 giugno 1994), è un cantante sudcoreano.
Ha debuttato nell'aprile 2016 negli NCT U ed è diventato un membro degli NCT 127 nel luglio seguente. Il 28 agosto 2024 la SM Entertainment ha annunciato che sarebbe uscito dagli NCT poiché indagato per violenza sessuale.